# Слобозія-Сучевей
Слобозія-Сучевей (рум. Slobozia Sucevei) — село у повіті Сучава в Румунії. Входить до складу комуни Гренічешть.

## Розташування
Село знаходиться на відстані 369 км на північ від Бухареста, 20 км на північний захід від Сучави, 134 км на північний захід від Ясс.

## Історія
Давнє українське село Нижні Милишівці на південній Буковині. За переписом 1900 року в селі був 101 будинок, проживали 507 мешканців (323 українці, 130 румунів, 32 німці та 22 особи інших національностей).

## Населення
За даними перепису населення 2002 року у селі проживали 568 осіб. Рідною мовою 564 особи (99,3%) назвали румунську.
Національний склад населення села:
| Національність | Кількість осіб | Відсоток |
| -------------- | -------------- | -------- |
| румуни         | 551            | 97,0%    |